# Milan Cudrák
Milan Cudrák (* 17. září 1970) je bývalý český fotbalový záložník.

## Fotbalová kariéra
V české lize hrál za FC Vítkovice a FC Karviná. Nastoupil v 9 ligových utkáních a dal 1 gól. Ve druhé lize hrál i za NH Ostrava.

## Ligová bilance
| Ročník                                                | Zápasy | Góly | Klub          |
| ----------------------------------------------------- | ------ | --- | ------------- |
| 1. československá fotbalová liga 1992/93 FC Vítkovice | 3      | 0 // 2. česká fotbalová liga 1993/94 FK Baník Havířov 25 3 //2.česká fotbalová liga 1994/95 FC Karviná Vítkovice 27 5 | FC Karviná    |
| 2. česká fotbalová liga 1995/96                       | 26     | 2 | FC Karviná    |
| 1. česká fotbalová liga 1996/97                       | 6      | 1 | FC NH Ostrava |
| 2. česká fotbalová liga 1998/99                       | 14     | 4 | NH Ostrava    |
| CELKEM 1. liga                                        | 9      | 1 |               |